# Saint-John Perse
Alexis Léger, també anomenat Alexis Saint-Léger, però conegut mundialment amb el pseudònim de Saint-John Perse, (Pointe-à-Pitre, Guadaloupe, 1887 - Giens, França, 1975) fou un poeta i diplomàtic francès guardonat amb el Premi Nobel de Literatura l'any 1960.

## Biografia
Va néixer el 31 de maig del 1887 a la població de Pointe-à-Pitre, situada a l'illa de Guadeloupe, regió d'ultramar francesa situada a les Petites Antilles, en una família propietària de plantacions de cafè i sucre. El 1897, la seva família retornà a França, i s'establí inicialment a Pau. El 1904, començà els estudis universitaris de dret a la Universitat de Bordeus, on es relacionà amb Paul Claudel i Odilon Redon i es graduà el 1910.
Després d'exiliar-se als Estats Units d'Amèrica l'any 1940, a l'inici de la Segona Guerra Mundial, retornà al seu país el 1957 i establí la seva residència entre els Estats Units i Giens, on morí el 20 de setembre del 1975.

## Activitat diplomàtica
El 1911, inicià la seva activitat diplomàtica; fou nomenat membre del Departament d'Afers Exteriors, i viatjà sovint a Espanya, Alemanya i la Gran Bretanya. Entre 1916 i 1921, fou nomenat secretari de l'ambaixador francès a Pequín i, el 1924, fou nomenat director del gabinet diplomàtic d'Aristide Briand, càrrec que desenvolupà fins al 1932 i que li permeté conèixer André Gide i Paul Valéry, així com Nadia Boulanger i Ígor Stravinski.
El 1933, fou nomenat secretari general del Ministeri d'Afers Exteriors, càrrec que ocupà fins al 1940, i durant el qual s'oposà fermament a la cessió de Txecoslovàquia a l'Alemanya nazi durant la Conferència de Múnic del 1938. El 1940, s'exilià als Estats Units d'Amèrica davant l'avanç nazi a Europa; per aquest exili voluntari, el règim col·laboracionista de Vichy li retirà la nacionalitat francesa, que no recuperà fins després de l'Alliberament. Durant la seva estada als Estats Units, passà dificultats econòmiques, però gràcies a l'ajuda d'Archibald MacLeish, bibliotecari del Congrés dels Estats Units, refusà donar classes a la Universitat Harvard per concentrar-se en la literatura.

## Activitat literària
Publicà el seu primer llibre de poesia el 1911, Éloges  (Elogis), que fou tot un èxit. El 1924, va publicar Anabase, per primer cop sota el pseudònim de Saint-John Perse, que el refermà com un dels millors poetes francesos de principis del segle xx.
L'any 1960, li fou concedit el Premi Nobel de Literatura per l'alta volada i evocadores imatges de la seva poesia que, d'una manera visionària, reflecteix les condicions del nostre temps. Durant el lliurament del guardó a Estocolm, el 10 de desembre del mateix any, realitzà el seu discurs d'acceptació, un discurs que ha esdevingut un model d'eloqüència.

### Obra seleccionada
- 1911: Éloges
- 1924: Amitié du Prince
- 1924: Anabase
- 1942: Exil
- 1943: Pluies et Poème à l'étrangère
- 1944: Neiges
- 1946: Vents
- 1957: Amers
- 1960: Chronique
- 1961: Poésie
- 1963: Oiseaux
- 1965: Pour Dante
- 1971: Chant pour un équinoxe
- 1973: Nocturne
- 1974: Sécheresse
- 1972-1982: Œuvres complètes

### Traduccions al català
- Anàbasi. Traducció d'Alfred Sargatal. Pròleg d'Octavio Paz. Sant Boi de Llobregat: Edicions del Mall, 1984.
- Anàbasi [fragments]. Traducció de Josep Maria Llompart. Dins Latitud 39, núm. 9 (maig-juny 1982).
- Crònica. Traducció de Jordi Parramon. Dins Poesia francesa contemporània. Antologia. «Les Millors obres de la literatura universal. Segle XX». Barcelona: La Caixa/ Ed. 62, 1987.
- Vents. Traducció d'Isidor Marí. Vic / Barcelona. EUMO / Cafè Central, 2009.
- «Ocells, II». Traducció de Segimon Serrallonga. Dins Reduccions, núm. 62 (1994).
- «[Tria de poemes d'Éloges]». Traducció de Lluís Calderer. Dins Reduccions, núm. 47 (1990).